# Polymixis ochracea
Polymixis ochracea är en fjärilsart som beskrevs av Arnold Spuler 1905. Polymixis ochracea ingår i släktet Polymixis och familjen nattflyn. Inga underarter finns listade i Catalogue of Life.